# Wohn- und Wirtschaftsgebäude Pothoff 11
Das Wohn- und Wirtschaftsgebäude Pothoff 11 in der niedersächsischen Stadt Osterholz-Scharmbeck, Ortsteil Scharmbeck-Buschhausen, stammt vom 18. Jahrhundert. Aktuell (2025) wird es zum Wohnen genutzt.
Das Gebäude steht unter Denkmalschutz (siehe auch Liste der Baudenkmale in Osterholz-Scharmbeck).

## Geschichte und Beschreibung
Das eingeschossige traufständige Wohn- und Wirtschaftsgebäude als Zweiständer-Hallenhaus in Fachwerk mit Steinausfachungen, reetgedecktem Krüppelwalmdach mit Gauben, Uhlenloch und der Grooten Door mit Korbbogen wurde 1764 (Inschrift) gebaut.
Das Landesdenkmalamt befand u. a.: „… typisches Hallenhaus des 18. Jahrhunderts in Zweiständerkonstruktion …“